# Lucas González Amorosino
Lucas Pedro González Amorosino (Buenos Aires, 2 novembre 1985) è un rugbista a 15 argentino  che gioca nel ruolo di tre quarti ala o estremo con i Jaguares in Super Rugby.

## Biografia
Grande tifoso del River Plate, a livello sportivo fin da piccolo Amorosino si appassionò inizialmente al calcio ottenendo all'età di 15 anni un contratto con il Lanús giocando come numero 10.
I suoi idoli furono l'uruguayano Enzo Francescoli e il connazionale Ariel Ortega. In seguito, all'età di 16 anni, Amorosino cominciò a dedicarsi al rugby giocando con il Pucará, squadra di Buenos Aires in cui già militavano molti suoi amici.
Il 15 dicembre 2007 debuttò con la maglia dell'Argentina affrontando il Cile in una partita valevole per il campionato sudamericano e vinta 79-8 dagli argentini; in quella occasione Amorosino segnò anche una meta. Due anni più tardi ebbe l'occasione di approdare al rugby professionistico unendosi agli inglesi dei Leicester Tigers. Sempre nel 2009, Amorosino vestì anche la maglia della nazionale Argentina VII durante l'edizione della Coppa del Mondo di rugby a 7 ospitata a Dubai in cui gli argentini si classificarono al 2º posto dopo avere perso in finale 19-12 contro il Galles.
Durante la sua seconda stagione a Leicester, Amorosino ebbe poche opportunità di giocare e nel 2011 si unì alla squadra francese del Montpellier impegnata nel Top 14. Il giocatore argentino venne selezionato per disputare la Coppa del Mondo di rugby 2011 e segnò due mete nella fase a gironi: segnò la sua prima meta nella partita vinta 43-8 contro la Romania, ma ben più importante fu la meta realizzata contro la Scozia che consentì ai Pumas di sconfiggere gli scozzesi 13-12 e poi di approdare ai quarti di finale proprio ai danni della stessa Scozia terza classificata nel girone. Ai quarti di finale l'Argentina venne sconfitta 33-10 dai padroni di casa e futuri campioni della Nuova Zelanda.
Terminata l'esperienza con il Montpellier, nel 2013 Amorosino restò in Francia un altro anno per giocare con l'Oyonnax. Nel 2014 si trasferì in Galles per giocare con i Cardiff Blues nel campionato Pro12. Fu convocato per la Coppa del Mondo di rugby 2015 e successivamente, dopo una breve esperienza con il Munster, fece ritorno in patria unendosi alla neonata franchigia dei Jaguares impegnata nel nuovo formato del Super Rugby.

## Palmarès
- Premiership: 1
Leicester: 2009-10